# Karl Snell (Pflanzenbauwissenschaftler)
Karl Snell (* 19. Januar 1881 in Essen; † 19. Juni 1956 in Locarno) war ein deutscher Pflanzenbauwissenschaftler. Als exzellenter Kenner aller deutschen Kartoffelsorten entdeckte er die sortenspezifischen Unterschiede der im Tageslicht heranwachsenden Lichtkeime bei der Kartoffelknolle und entwickelte eine Lichtkeimprüfung zur Bestimmung der Echtheit von Kartoffelsorten.

## Lebensweg
Snell studierte seit 1903 Pharmazie und Botanik an der Universität München und promovierte dort 1907 mit einer Arbeit über die Nährstoffaufnahme der Wasserpflanzen. Von 1907 bis 1911 war er Assistent am Botanischen Institut der Landwirtschaftlichen Akademie Bonn-Poppelsdorf. Hier untersuchte er das Vorkommen keimfähigen Unkrautsamens in Ackerböden. 1907/08 wurde er Mitglied der Landsmannschaft Hamburgia Köln.
Seit 1919 arbeitete Snell als Mitarbeiter von Otto Appel am Forschungsinstitut für Kartoffelbau in Berlin-Steglitz. 1924 wurde er Leiter der Dienststelle für Sortenkunde bei der Biologischen Reichsanstalt für Land- und Forstwirtschaft in Berlin-Dahlem. 1934 übernahm er gleichzeitig die Leitung der botanischen Abteilung dieser Forschungsanstalt. Seit 1946 führte Snell die Amtsbezeichnung Professor. 1950 trat er in den Ruhestand.

## Forschungsleistungen
Snells Hauptarbeitsgebiet war die Sortensystematik landwirtschaftlicher Kulturpflanzen. Forschungsobjekt war vor allem die Kartoffel. Die Ergebnisse seiner ersten umfassenden morphologischen Studien über die damals in Deutschland im Handel befindlichen Kartoffelsorten publizierte er 1921 in der Schrift "Kartoffelsorten. Beschreibende Sortenkunde". Mit dieser Publikation und mit einer 1922 veröffentlichten Monographie über die Kartoffelpflanze machte er sich einen Namen als Kartoffelexperte. 
In den folgenden Jahren betätigte er sich als "Reformator" des Sortenwesens. Zusammen mit Ernst Klapp und anderen Kartoffelforschern gelang es ihm, die übergroße Vielfalt der deutschen Kartoffelsorten deutlich zu reduzieren.
Snells besonderes Verdienst ist die Entdeckung der sortenspezifischen Unterschiede der Lichtkeime bei der Kartoffelknolle. Die von ihm entwickelt Methode, die Kartoffelsorten an den Merkmalen ihrer Lichtkeime (Form, Farbe, Behaarung) zu bestimmen, hat er erstmals 1927 in der Schrift „Die Lichtkeimprüfung zur Bestimmung der Sortenechtheit von Kartoffeln“ beschrieben. Seine Methode ist in der Praxis der deutschen Kartoffelwirtschaft über mehrere Jahrzehnte angewendet worden und fand auch international große Beachtung und Anerkennung. Studien über die unterschiedliche Anfälligkeit der Kartoffelsorten gegenüber Krankheiten fanden 1929 ihren Niederschlag in einem Bildatlas der krebsfesten Kartoffelsorten.
Alle diese Forschungsergebnisse bildeten die Grundlage für seine gemeinsam mit Hans Geyer erarbeitetes Buch „Die Kartoffelsorten der Reichssortenliste, ihre Erkennung, Unterscheidung und wirtschaftliche Bewertung“, von dem zwischen 1935 und 1948 zehn Auflagen erschienen sind. Sortensystematische Untersuchungen hat Snell in begrenztem Umfang auch bei anderen landwirtschaftlichen Kulturpflanzen (Getreide und Hülsenfrüchte und Futterrüben) durchgeführt. 

## Schriften
- Über das Vorkommen von keimfähigen Unkrautsamen. In: Landwirtschaftliche Jahrbücher Bd. 43, 1912, S. 323–347.
- Kartoffelsorten. Beschreibende Sortenkunde. Verlagsbuchhandlung Paul Parey Berlin 1921, 4. Aufl. 1929, Nachträge 1932 u. 1941 = Arbeiten des Forschungsinstitutes für Kartoffelbau an der Biologischen Reichsanstalt für Land- und Forstwirtschaft H. 5.
- Die Kartoffel. Geschichte, Bau und Lebenserscheinungen, Nutzen und Anbau von Solanum tuberosum L. mit einer Beschreibung der Zuchtstätten der deutschen Kartoffel, der Kartoffelsorten und der Kartoffelkrankheiten. Verlag Th. Fisher Freiburg i. Br. 1922 = Naturschätze der Heimat Bd. 3.
- Die Lichtkeimprüfung zur Bestimmung der Sortenechtheit von Kartoffeln. Verlagsbuchhandlung Paul Parey Berlin 1927; 2. Aufl. 1932 = Mitteilungen aus der Biologischen Reichsanstalt für Land- und Forstwirtschaft H. 34.
- Krebsfeste Kartoffelsorten und die häufig mit ihnen verwechselten anfälligen Sorten. Verlagsbuchhandlung Paul Parey Berlin 1929 = Pareys Taschenatlanten Nr. 7.
- Die Kartoffelsorten der Reichssortenliste, ihre Erkennung, Unterscheidung und wirtschaftliche Bewertung (mit Hans Geyer). Verlag Paul Parey Berlin 1935; 10. Aufl. 1948. Eine von Snell allein bearbeitete 11. Auflage unter dem Titel  Die zugelassenen deutschen Kartoffelsorten erschien 1952 im gleichen Verlag.
- Hrsg. der Zeitschrift Angewandte Botanik, Einige Jahrgänge, für die Vereinigung für angewandte Botanik, Gebrüder Borntraeger, Berlin 1936.